# Sportvagns-VM 1967
Sportvagns-VM 1967 kördes över totalt 14 omgångar.
Mästerskapet var uppdelat i fem klasser, tre för sportvagnar och två för prototyper.

## Delsegrare
| Bana                  | Vinnare                      | Märke       |
| --------------------- | ---------------------------- | ----------- |
| Daytona 24-timmars    | Lorenzo Bandini Chris Amon   | Ferrari     |
| Sebring 12-timmars    | Bruce McLaren Mario Andretti | Ford        |
| Monza 1000 km         | Lorenzo Bandini Chris Amon   | Ferrari     |
| Spa 1000 km           | Jacky Ickx Dick Thompson     | Mirage-Ford |
| Targa Florio          | Paul Hawkins Rolf Stommelen  | Porsche     |
| Nürburgring 1000 km   | Udo Schütz Joe Buzzetta      | Porsche     |
| Le Mans               | Dan Gurney A. J. Foyt        | Ford        |
| Hockenheim Grand Prix | Toine Hezemans               | Abarth      |
| Mugello 500 km        | Udo Schütz Gerhard Mitter    | Porsche     |
| Brands Hatch          | Mike Spence Phil Hill        | Chaparral   |
| Pergusa               | Nino Vaccarella              | Ford        |
| Zeltweg 500 km        | Paul Hawkins                 | Ford        |
| Villars               | Gerhard Mitter               | Porsche     |
| Nürburgring 500 km    | Roger Delageneste            | Alpine      |

## Märkes-VM

### S1.3 - Division I (1300 cm³)
| Plats | Märke         | Poäng |
| ----- | ------------- | ----- |
| 1     | Abarth        | 45    |
| 2     | Diva          | 12    |
| 3     | Austin-Healey | 4     |
| 4     | Saab          | 1     |

### S2.0 - Division II (2000 cm³)
| Plats | Märke      | Poäng |
| ----- | ---------- | ----- |
| 1     | Porsche    | 63    |
| 2     | Alfa Romeo | 9     |
| 3     | Lotus      | 0,5   |

### S+2.0 - Division III (+2000 cm³)
| Plats | Märke   | Poäng |
| ----- | ------- | ----- |
| 1     | Ford    | 54    |
| 2     | Ferrari | 28,5  |
| 3     | Shelby  | 6     |

### P+2.0 Prototyper >2000 cm³
| Plats | Märke   | Poäng |
| ----- | ------- | ----- |
| 1     | Ferrari | 34    |
| 2     | Porsche | 32    |
| 3     | Ford    | 22    |

### P2.0 Prototyper <2000 cm³
| Plats | Märke      | Poäng |
| ----- | ---------- | ----- |
| 1     | Porsche    | 45    |
| 2     | Lotus      | 9     |
| 3     | Alfa Romeo | 7     |